# Fluorid borný
Fluorid borný je anorganická sloučenina s chemickým vzorcem BF. Fluorid borný byl objeven jako nestabilní plyn a až v roce 2009 se zjistilo že tvoří stabilní komplexy s přechodnými kovy, stejně jako oxid uhelnatý. Fluorid borný je izoelektronický s oxidem uhelnatým a dvouatomovou molekulou dusíku, každá molekula má 14 elektronů.

## Struktura
Experimentální měření délky vazby B-F vyšlo 1,26267 Å. Přestože je fluorid borný izoelektronický s oxidem uhelnatým a dvouatomovou molekulou dusíku, výpočetní studie se obecně shodují na tom, že skutečný řád vazby je mnohem nižší než 3. Jeden z uváděných vypočtených vazebných řádů pro fluorid borný molekulu je 1,4 ve srovnání s 2,6 pro oxid uhelnatý a 3,0 pro N2.

Tři formální alternativy popisu vazby ve fluoridu borném.

Fluorid borný je neobvyklý tím, že dipólový moment molekuly je převrácený a fluor má kladný náboj, přestože je elektronegativnějším prvkem. To je vysvětlováno tím, že orbitaly 2sp boru jsou přeorientovány a mají vyšší elektronovou hustotu.

## Příprava
Fluorid borný lze připravit průchodem plynného fluoridu boritého při teplotě 2000 °C přes tyčinku boru. Lze jej kondenzovat při teplotách kapalného dusíku (−196 °C).

## Reakce
Fluorid borný tvoří polymery obsahující fluor s 10 až 14 atomy boru. Fluorid borný reaguje s fluoridem boritým za vzniku B2F4. Spolu s B2F4 tvoří fluorid borný B3F5, což je nestabilní žlutá olejovitá látka při teplotě nad −50 °C a při rozkladu tvoří B8F12.
BF reaguje s acetylenem za vzniku 1,4-diborcyklohexadienového systému. Fluorid borný může kondenzovat s 2-butynem za vzniku 1,4-difluoro-2,3,5,6-tetramethyl-1,4-diboracyklohexadienu. Reaguje také s acetylenem za vzniku 1,4-difluoro-1,4-diboracyklohexadienu. Propen reaguje s fluoridem borným za vzniku směsi cyklických a necyklických molekul, které mohou obsahovat fluorid borný nebo BF2.
Fluorid borný téměř nereaguje s tetrafluorethylenem a fluoridem křemičitým. Fluorid borný reaguje s arsanem, oxidem uhelnatým, fluoridem fosforitým, fosfanem a chloridem fosforitým za vzniku aduktů jako (BF2)3B•AsH3, (BF2)3B•CO, (BF2)3B•PF3, (BF2)3B•PH3 a (BF2)3B•PCl3.
Fluorid borný reaguje s kyslíkem: BF + O2 → OBF + O; s chlorem: BF + Cl2 → ClBF + Cl; a oxidem dusičitým: BF + NO2 → OBF + NO.